# Ryan O'Donohue
Ryan O'Donohue est un acteur américain né le 26 avril 1984 à Pomona, Californie (États-Unis).

## Biographie
Ryan est né à Pomona, en California de Anita Lynne Rultenberg et Sean Patrick O'Donohue. Il commença sa carrière au cinéma vers l'âge de 9 ans.

## Filmographie
- 1994 : The Byrds of Paradise (en) (série télévisée) : Zeke Byrd
- 1994 : Les Garçons sont de retour (The Boys Are Back) (série télévisée) : Peter Hansen
- 1995 : Le Cavalier du Diable (Tales from the Crypt : Demon Knight) : Danny
- 1995 : What a Mess (série télévisée) : What-A-Mess
- 1995 : Toy Story : voix additionnelle
- 1997 : La Cour de récré (Recess) (série télévisée) : Randall Weems / Digger Dave (voix)
- 1998 : Safety Patrol (TV) : Coop
- 1998 : Les Nouveaux Robinson (Beverly Hills Family Robinson) (TV) : Roger Robinson
- 1998 : Mr. Murder (TV) : Young Alfie
- 1998 : Le Roi lion 2 : L'Honneur de la tribu (The Lion King II: Simba's Pride) (vidéo) : Young Kovu (voix)
- 1998 : 1 001 Pattes (A Bug's Life) : voix additionnelle
- 1999 : Le Géant de fer (The Iron Giant) : voix additionnelle
- 1999 : Batman, la relève : le film (Batman Beyond: The Movie) (TV) : Matt McGinnis (voix)
- 2000 : Batman, la relève : Le Retour du Joker (Batman Beyond: Return of the Joker) (vidéo) : Matthew 'Matt' McGinnis (voix)
- 2001 : La Cour de récré : Vive les vacances (Recess: School's Out) : Digger Dave / Randall Weems (voix)

## Jeux vidéo
- 2006 : Kingdom Hearts 2 : Demyx
- 2009 : Kingdom hearts 358/2 days : Demyx
- 2019 : Kingdom Hearts 3 : Demyx